# Landkreis Ziegenhain

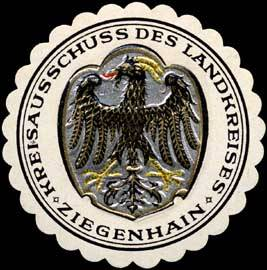
Siegelmarke Kreisausschuss des Landkreises Ziegenhain

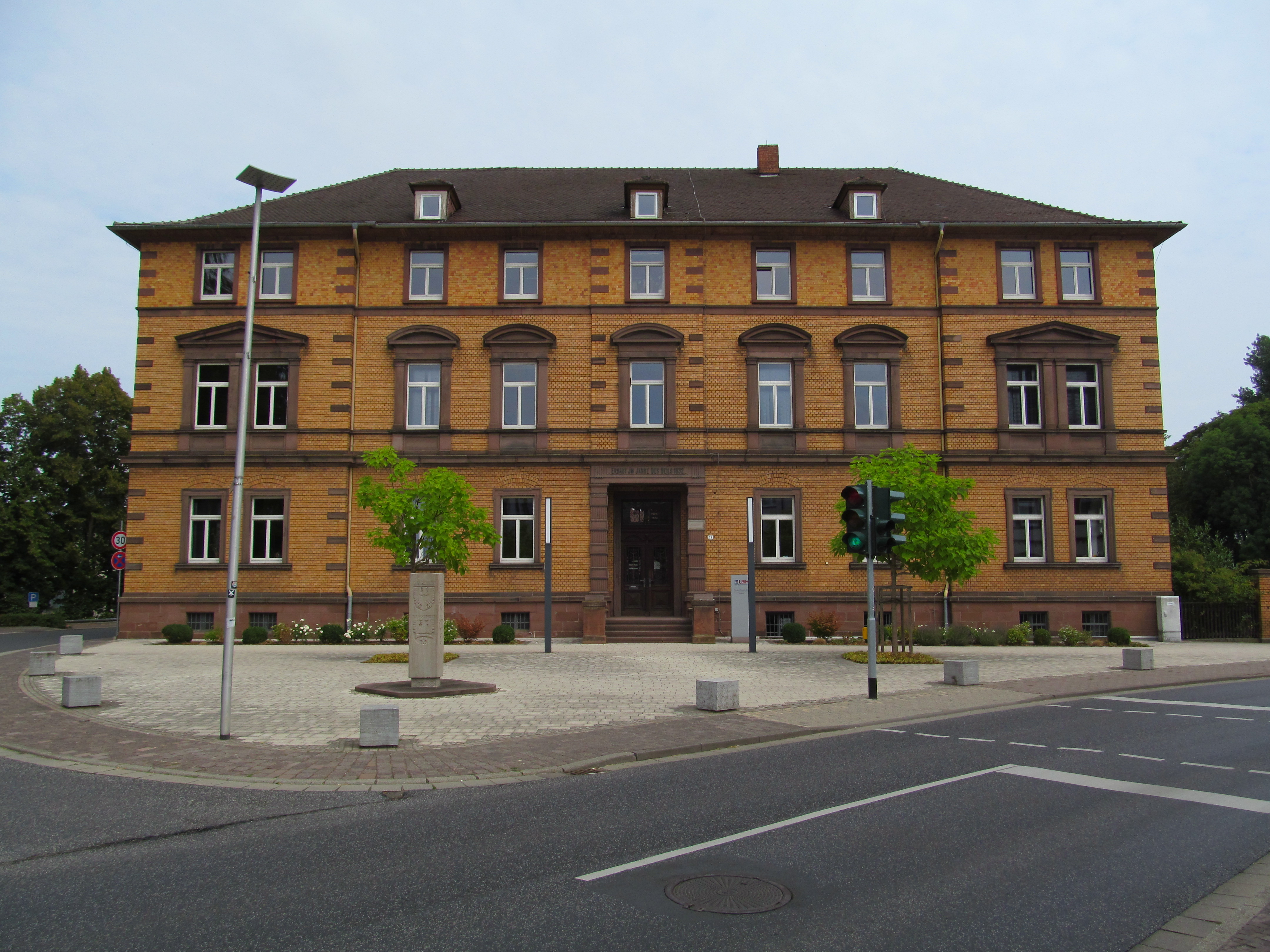
Ehemaliges Landratsamt

Der Kreis Ziegenhain war ein 1821 geschaffener kurhessischer, ab 1867 preußischer und nach 1945 hessischer Landkreis im Regierungsbezirk Kassel. Er ging im Zuge der Gebietsreform in Hessen am 1. Januar 1974 im neu geschaffenen Schwalm-Eder-Kreis auf.

## Geographie

### Lage
Der Landkreis Ziegenhain umfasste das mittlere Schwalmtal mit Teilen seiner Randgebirge Kellerwald und Knüll. Das Gebiet lag somit im Süden des heutigen Schwalm-Eder-Kreises und des Regierungsbezirks Kassel. Die Kreisstadt war Ziegenhain.

### Nachbarkreise
Der Landkreis grenzte Ende 1973, im Norden beginnend im Uhrzeigersinn, an die Landkreise Fritzlar-Homberg und Hersfeld-Rotenburg, den Vogelsbergkreis sowie die Landkreise Marburg und Frankenberg.

## Geschichte

### 1821 bis 1848
Nach der Vertreibung Jérôme Bonapartes und der Auflösung des Königreichs Westphalen im Jahre 1813 organisierte Kurfürst Wilhelm von Hessen-Kassel die Verwaltung seines Landes neu. Mit der „Verordnung vom 29. Juni 1821 die Umbildung der bisherigen Staatsverwaltung betreffend“ wurde Kurhessen in vier Provinzen eingeteilt. Dabei bildeten das sogenannte Oberkurhessen, die Ämter Amöneburg und Neustadt sowie die ehemalige Grafschaft Ziegenhain die Provinz Oberhessen.
Die Verordnung vom 30. August 1821 untergliederte dann das kurhessische Staatsgebiet weiter in Kreise. Zur Provinz Oberhessen gehörten die Kreise Marburg, Kirchhain, Frankenberg und Ziegenhain.
Den Kreis Ziegenhain bildeten die Ämter:
- Ziegenhain – bestehend aus dem bisherigen Amt Ziegenhain, jedoch ohne Dittershausen, Florshain, Mengsberg, Rommershausen, Seigertshausen, Wasenberg und Wiera
- Treysa – bestehend aus dem bisherigen Amt Treysa sowie den aus dem bisherigen Amt Ziegenhain ausgegliederten Orten Dittershausen, Florshain, Mengsberg nebst Schlag-, Hain-, Sommer- und Eisermühle, Rommershausen, Wasenberg und Wiera
- Neukirchen – bestehend aus dem bisherigen Amt Neukirchen, jedoch ohne Berfa und Görzhain; aus dem bisherigen Amt Neuenstein Hauptschwenda und Schwarzenborn nebst den Höfen Kämmershagen und Richberg; aus dem bisherigen Amt Oberaula Christerode und aus dem ehemaligen Amt Ziegenhain Seigertshausen nebst der Hergets- und Happersmühle.
- Oberaula – bestehend aus dem bisherigen Amt Oberaula, jedoch ohne Christerode; aus dem bisherigen Amt Neukirchen Berfa nebst der Biegmühle und Görzhain nebst der Kleinmühle.

Am 1. Januar 1837 wechselte die Gemeinde Densberg aus dem Kreis Ziegenhain in den Kreis Fritzlar.
Der Kreis bestand danach aus den vier Städten Treysa, Ziegenhain, Neukirchen und Schwarzenborn, den Marktflecken Frielendorf und Oberaula sowie 73 Gemeinden.

### 1848 bis 1851
Infolge der Märzrevolution von 1848 wurde das Kurfürstentum Hessen durch das Gesetz vom 31. Oktober 1848 in neun Bezirke aufgeteilt. Hiernach wurden unter anderem die bisherigen Ämter Treysa, Ziegenhain und Neukirchen dem Bezirk Fritzlar, das bisherige Amt Oberaula dem Bezirk Hersfeld zugeordnet.

### 1851 bis 1968
Am 7. Juli 1851 verordnete Kurfürst Friedrich Wilhelm I.: „die bis zum 1sten Februar 1849 bestandene Einteilung des Kurstaates in Kreise und Provinzen tritt für die innere Landesverwaltung wieder ein …“ Diese Anordnung war zum 15. September 1851 umzusetzen, sodass nunmehr wieder ein Kreis Ziegenhain existierte.
Die nach dem Deutschen Krieg erfolgte Eingliederung des Kurfürstentums Hessen in das Königreich Preußen führte zu keiner wesentlichen Veränderung in der Kreisstruktur. 1867 wurde der Kreis Ziegenhain Teil des neu gebildeten Regierungsbezirks Kassel.
Die Zahl der Gemeinden änderte sich bis zur Einleitung der Gebietsreform in Hessen um 1970 nur unerheblich:
- Zum 1. Januar 1837 wurde Densberg in den damaligen Kreis Fritzlar ausgegliedert,
- Am 18. Mai 1843 wurde die Gemeinde Schönstein aus bisher bei Schönau eingemeindeten Siedlungen (Rommershäuser Eisenhütte, Nordenmühle und die „Heidenhäuser vor dem Jeust“) gebildet.[8]
- Die Gemeinden Althattendorf und Neuhattendorf wurden am 1. Oktober 1937 zur Gemeinde Hattendorf zusammengeschlossen.
- Der ursprünglich als Kriegsgefangenen-Lager in der Gemarkung Steina errichtete Barackenort Trutzhain wurde am 1. Mai 1951 als selbständige Gemeinde anerkannt.[9]

Zwischen 1951 und 1968 umfasste der Landkreis Ziegenhain 79 Gemeinden, darunter die Städte Neukirchen, Schwarzenborn, Treysa und Ziegenhain.

### Gebietsreform in Hessen
Freiwillige Zusammenschlüsse von Gemeinden im Kreisgebiet erfolgten seit 1968, da sie mit finanziellen Vergünstigungen verbunden waren. Dabei schlossen sich unter anderem zum 31. Dezember 1971 die Gemeinden Breitenbach, Hatterode und Oberjossa zur Gemeinde Breitenbach am Herzberg zusammen, am 1. Juli 1972 kamen Gehau und Machtlos dazu.
Am 1. August 1972 wurde der Landkreis Ziegenhain verkleinert:
- Die Gemeinden Berfa, Hattendorf und Lingelbach schieden aus dem Landkreis aus und wurden in die Stadt Alsfeld im Vogelsbergkreis eingegliedert.
- Die vergrößerte Gemeinde Breitenbach am Herzberg wechselte in den neuen Landkreis Hersfeld-Rotenburg.

Die Fläche des Landkreises verringerte sich hierdurch von ursprünglich 585,8 km² auf 510,78 km².
Zum Ende seines Bestehens am 31. Dezember 1973 bestand der Landkreis Ziegenhain noch aus den folgenden 28 Gemeinden:
- Antrefftal, bestehend aus Gungelshausen, Merzhausen, Willingshausen und Zella
- Friedigerode
- Frielendorf, bestehend aus Frielendorf, Gebersdorf, Lanertshausen, Lenderscheid, Linsingen, Siebertshausen und Todenhausen
- Gilserberg, bestehend aus Gilserberg, Appenhain, Heimbach, Itzenhain, Lischeid, Sachsenhausen, Schönau und Winterscheid
- Grenzebach, bestehend aus Leimsfeld, Obergrenzebach und Schönborn
- Großropperhausen
- Ibra
- Leimbach
- Loshausen
- Mengsberg
- Moischeid
- Neukirchen, bestehend aus Neukirchen, Asterode, Christerode, Hauptschwenda, Nausis, Riebelsdorf und Rückershausen
- Oberaula, bestehend aus Oberaula und Hausen
- Olberode
- Ottrau, bestehend aus Ottrau, Görzhain, Immichenhain, Kleinropperhausen, Schorbach und Weißenborn
- Ransbach
- Röllshausen
- Salmshausen
- Schönstein
- Schrecksbach, bestehend aus Schrecksbach und Holzburg
- Schwalmstadt, bestehend aus Allendorf an der Landsburg, Ascherode, Dittershausen, Florshain, Frankenhain, Michelsberg, Niedergrenzebach, Rörshain, Rommershausen, Treysa, Trutzhain, Wiera und Ziegenhain
- Schwarzenborn
- Sebbeterode
- Seigertshausen
- Spieskappel
- Steina
- Wahlshausen
- Wasenberg

Mit Wirkung vom 1. Januar 1974 wurden aufgrund des Gesetzes vom 28. September 1973 die Landkreise Fritzlar-Homberg, Melsungen und Ziegenhain (bis auf die Gemeinde Mengsberg) zum Schwalm-Eder-Kreis zusammengefügt. Die entsprechende Passage in § 27 lautet: 

„Der Landkreis Fritzlar-Homberg mit den Städten Borken (Hessen), Fritzlar, Gudensberg, Homberg (Efze), Niedenstein und den Gemeinden Edermünde, Jesberg, Knüllwald, Neuental, Wabern und Zwesten, der Landkreis Melsungen mit den Städten Felsberg, Melsungen, Spangenberg und den Gemeinden Guxhagen, Körle, Malsfeld, Morschen und der Landkreis Ziegenhain mit den Städten Neukirchen, Schwalmstadt, Schwarzenborn und den Gemeinden Frielendorf, Gilserberg, Oberaula, Ottrau, Schrecksbach und Willingshausen werden zu einem Landkreis mit dem Namen ‚Schwalm-Eder-Kreis‘ zusammengeschlossen. Sitz der Kreisverwaltung ist die Stadt Homberg (Efze).“

Zum gleichen Zeitpunkt wurde eine Gemeindereform durchgeführt, die für die Gemeinden des Landkreises Ziegenhain folgende Veränderungen brachte:
1. Die Gemeinden Gilserberg, Moischeid, Schönstein und Sebbeterode wurden zu einer Gemeinde mit dem Namen Gilserberg zusammengeschlossen.
2. Die Gemeinden Antrefftal, Leimbach, Loshausen, Ransbach, Steina und Wasenberg wurden zu einer Gemeinde mit dem Namen Willingshausen zusammengeschlossen.
3. Die Gemeinden Röllshausen und Salmshausen wurden in die Gemeinde Schrecksbach eingegliedert.
4. Die Gemeinde Seigertshausen wurde in die Stadt Neukirchen eingegliedert.
5. Die Gemeinden Friedigerode – mit Ausnahme der in § 7 Abs. 2 genannten Flurstücke –, Ibra, Oberaula, Olberode – mit Ausnahme des in § 5 Abs. 2 Nr. 2 genannten Flurstücks – und Wahlshausen wurden zu einer Gemeinde mit dem Namen Oberaula zusammengeschlossen.
6. Die Gemeinde Grebenhagen (bisher Kreis Fritzlar-Homberg) wurde in die Stadt Schwarzenborn eingegliedert.
7. Die Gemeinden Allendorf, Frielendorf, Grenzebach, Großropperhausen, Spieskappel (Verna und Leuderode - bisher Schwalm-Eder-Kreis) wurden zu einer Gemeinde mit dem Namen Frielendorf zusammengeschlossen.
8. Die Gemeinde Mengsberg wurde in die Stadt Neustadt (Hessen) im damaligen Landkreis Marburg eingemeindet.

Aus dem Landkreis Ziegenhain traten damit letztendlich sieben Gemeinden in den Schwalm-Eder-Kreis ein.

## Einwohnerentwicklung
| Jahr | Einwohner | Quelle |
| ---- | --------- | ------ |
| 1871 | 32.601    | [ 17 ] |
| 1890 | 32.416    | [ 10 ] |
| 1900 | 32.752    | [ 10 ] |
| 1910 | 36.056    | [ 10 ] |
| 1925 | 38.449    | [ 10 ] |
| 1933 | 40.008    | [ 10 ] |
| 1939 | 40.182    | [ 10 ] |
| 1950 | 51.431    | [ 10 ] |
| 1960 | 60.643    | [ 10 ] |
| 1970 | 55.300    | [ 12 ] |
| 1972 | 51.100    | [ 13 ] |

## Landräte
- 1821 bis 1841: Georg Friedrich Hüpeden
- 1839 bis 1847: Christian Emil Plitt
- 1847: bis 0000 Martin Schlott (kommissarisch)
- 1847 bis 1849: Friedrich Renner
- 1849 bis 1851: Otto Klingelhöffer
- 1851 bis 1855: Ludwig Schantz
- 1855 bis 1861: Karl Groß
- 1861 bis 1863: Otto Christian Ludwig von Dehn-Rothfelser
- 1863 bis 1866: Otto von Gehren
- 1868 bis 1885: Emil Günther
- 1885 bis 1919: Gerhard von Schwertzell
- 1919 bis 1934: Günther von Steinau-Steinrück
- März 1934 bis April 1945: Wilhelm Wisch (NSDAP)[18]
- 1945: bis 0000 Felix Schwerdel (komm.)
- 1945 bis 1950: Heinrich Treibert (SPD)
- 1950 bis 1968: Friedrich Klar (FDP)
- 1968 bis 1974: Albert Pfuhl (SPD)[19]

## Gemeinden
Die folgende Tabelle enthält alle Gemeinden, die dem Landkreis Ziegenhain angehörten, und die Daten aller Eingemeindungen.
| Gemeinde                   | eingemeindet nach                    | Datum der Eingemeindung              |
| -------------------------- | ------------------------------------ | ------------------------------------ |
| Allendorf an der Landsburg | Schwalmstadt                         | 31. Dezember 1971                    |
| Althattendorf              | Hattendorf Alsfeld (Vogelsbergkreis) | 1. Oktober 1937 1. August 1972       |
| Antrefftal 1               | Willingshausen                       | 1. Januar 1974                       |
| Appenhain                  | Gilserberg                           | 1. April 1972                        |
| Ascherode                  | Schwalmstadt                         | 31. Dezember 1970                    |
| Asterode                   | Neukirchen                           | 31. Dezember 1971                    |
| Berfa                      | Alsfeld (Vogelsbergkreis)            | 1. August 1972                       |
| Breitenbach am Herzberg    | zum Lkr. Hersfeld-Rotenburg          | 1. August 1972                       |
| Christerode                | Neukirchen                           | 31. Dezember 1971                    |
| Dittershausen              | Schwalmstadt                         | 31. Dezember 1971                    |
| Florshain                  | Schwalmstadt                         | 31. Dezember 1970                    |
| Frankenhain                | Schwalmstadt                         | 31. Dezember 1970                    |
| Friedigerode               | Oberaula                             | 1. Januar 1974                       |
| Frielendorf                |                                      |                                      |
| Gebersdorf                 | Frielendorf                          | 31. Dezember 1971                    |
| Gehau                      | Breitenbach am Herzberg              | 1. August 1972                       |
| Gilserberg                 |                                      |                                      |
| Görzhain                   | Ottrau                               | 1. April 1972                        |
| Grenzebach 1               | Frielendorf                          | 1. Januar 1974                       |
| Großropperhausen           | Frielendorf                          | 1. Januar 1974                       |
| Gungelshausen              | Antrefftal Willingshausen            | 31. Dezember 1971 1. Januar 1974     |
| Hattendorf 2               | Alsfeld (Vogelsbergkreis)            | 1. August 1972                       |
| Hatterode                  | Breitenbach am Herzberg              | 31. Dezember 1971                    |
| Hauptschwenda              | Neukirchen                           | 31. Dezember 1971                    |
| Hausen                     | Oberaula                             | 1. April 1972                        |
| Heimbach                   | Gilserberg                           | 31. Dezember 1971                    |
| Holzburg                   | Schrecksbach                         | 31. Dezember 1971                    |
| Ibra                       | Oberaula                             | 1. Januar 1974                       |
| Immichenhain               | Ottrau                               | 1. April 1972                        |
| Itzenhain                  | Gilserberg                           | 1. April 1972                        |
| Kleinropperhausen          | Ottrau                               | 1. April 1972                        |
| Lanertshausen              | Lenderscheid Frielendorf             | 15. September 1968 31. Dezember 1971 |
| Leimbach                   | Willingshausen                       | 1. Januar 1974                       |
| Leimsfeld                  | Grenzebach Frielendorf               | 31. Dezember 1971 1. Januar 1974     |
| Lenderscheid               | Frielendorf                          | 31. Dezember 1971                    |
| Lingelbach                 | Alsfeld (Vogelsbergkreis)            | 1. August 1972                       |
| Linsingen                  | Frielendorf                          | 31. Dezember 1971                    |
| Lischeid                   | Gilserberg                           | 31. Dezember 1971                    |
| Loshausen                  | Willingshausen                       | 1. Januar 1974                       |
| Machtlos                   | Breitenbach am Herzberg              | 1. August 1972                       |
| Mengsberg                  | Neustadt (Landkreis Marburg)         | 1. Januar 1974                       |
| Merzhausen                 | Antrefftal Willingshausen            | 31. Dezember 1971 1. Januar 1974     |
| Michelsberg                | Schwalmstadt                         | 1. August 1972                       |
| Moischeid                  | Gilserberg                           | 1. Januar 1974                       |
| Nausis                     | Neukirchen                           | 31. Dezember 1971                    |
| Neuhattendorf              | Hattendorf Alsfeld (Vogelsbergkreis) | 1. Oktober 1937 1. August 1972       |
| Neukirchen, Stadt          |                                      |                                      |
| Niedergrenzebach           | Schwalmstadt                         | 31. Dezember 1970                    |
| Oberaula                   |                                      |                                      |
| Obergrenzebach             | Grenzebach Frielendorf               | 31. Dezember 1971 1. Januar 1974     |
| Oberjossa                  | Breitenbach am Herzberg              | 31. Dezember 1971                    |
| Olberode                   | Oberaula                             | 1. Januar 1974                       |
| Ottrau                     |                                      |                                      |
| Ransbach                   | Willingshausen                       | 1. Januar 1974                       |
| Riebelsdorf                | Neukirchen                           | 31. Dezember 1971                    |
| Röllshausen                | Schrecksbach                         | 1. Januar 1974                       |
| Rommershausen              | Schwalmstadt                         | 31. Dezember 1970                    |
| Rörshain                   | Schwalmstadt                         | 1. April 1972                        |
| Rückershausen              | Neukirchen                           | 31. Dezember 1971                    |
| Sachsenhausen              | Gilserberg                           | 31. Dezember 1971                    |
| Salmshausen                | Schrecksbach                         | 1. Januar 1974                       |
| Schönau                    | Gilserberg                           | 31. Dezember 1971                    |
| Schönborn                  | Grenzebach Frielendorf               | 31. Dezember 1971 1. Januar 1974     |
| Schönstein                 | Gilserberg                           | 1. Januar 1974                       |
| Schorbach                  | Ottrau                               | 1. April 1972                        |
| Schrecksbach               |                                      |                                      |
| Schwalmstadt, Stadt 3      |                                      |                                      |
| Schwarzenborn, Stadt       |                                      |                                      |
| Sebbeterode                | Gilserberg                           | 1. Januar 1974                       |
| Seigertshausen             | Neukirchen                           | 1. Januar 1974                       |
| Siebertshausen             | Lenderscheid Frielendorf             | 1. Juli 1970 31. Dezember 1971       |
| Spieskappel                | Frielendorf                          | 1. Januar 1974                       |
| Steina                     | Willingshausen                       | 1. Januar 1974                       |
| Todenhausen                | Frielendorf                          | 31. Dezember 1971                    |
| Treysa, Stadt              | Schwalmstadt                         | 31. Dezember 1970                    |
| Trutzhain                  | Schwalmstadt                         | 31. Dezember 1970                    |
| Wahlshausen                | Oberaula                             | 1. Januar 1974                       |
| Wasenberg                  | Willingshausen                       | 1. Januar 1974                       |
| Weißenborn                 | Ottrau                               | 1. April 1972                        |
| Wiera                      | Schwalmstadt                         | 31. Dezember 1971                    |
| Willingshausen             |                                      |                                      |
| Winterscheid               | Gilserberg                           | 31. Dezember 1971                    |
| Zella                      | Antrefftal Willingshausen            | 31. Dezember 1971 1. Januar 1974     |
| Ziegenhain, Stadt          | Schwalmstadt                         | 31. Dezember 1970                    |

## Kfz-Kennzeichen
Am 1. Juli 1956 wurde dem Landkreis bei der Einführung der bis heute gültigen Kfz-Kennzeichen das Unterscheidungszeichen ZIG zugewiesen. Es wurde bis zum 31. Dezember 1973 ausgegeben. Seit dem 16. März 2015 ist es durch die Kennzeichenliberalisierung im Schwalm-Eder-Kreis wieder erhältlich.